# Cicurina sierra
Cicurina sierra là một loài nhện trong họ Dictynidae.
Loài này thuộc chi Cicurina. Cicurina sierra được Ralph Vary Chamberlin & Wilton Ivie miêu tả năm 1940.